# Christine Schwarz-Fuchs
Christine Schwarz-Fuchs (* 29. Juni 1974 in Bregenz als Christine Schwarz) ist eine österreichische Unternehmerin und Politikerin (ÖVP). Schwarz-Fuchs ist aus dem Bundesland Vorarlberg entsandtes Mitglied des österreichischen Bundesrats. In der ersten Jahreshälfte 2022 stand sie der zweiten österreichischen Parlamentskammer als Präsidentin vor.

## Beruflicher Werdegang
Nach dem Besuch der Volksschule Lustenau-Kirchdorf und der gymnasialen Unterstufe am Bundesgymnasium Dornbirn maturierte Christine Schwarz-Fuchs im Jahr 1993 an der Bundeshandelsakademie Lustenau. Anschließend absolvierte sie ein Studium der Handelswissenschaften an der Wirtschaftsuniversität Wien und besuchte während dieser Zeit im Rahmen eines Auslandssemesters die australische University of New England in Armidale. Im Jahr 2000 wurde sie an der WU Wien zur Magistra der Wirtschafts- und Sozialwissenschaften (Mag. rer. soc. oec.) spondiert. Danach arbeitete sie ein Jahr lang im Bereich Aviation Marketing Research beim US-amerikanischen Unternehmen Port of Portland, der Betreibergesellschaft des Portland International Airport in Oregon. Weitere Berufserfahrung sammelte Schwarz-Fuchs in Irland, wo sie in Dublin zuerst bei Craftprint und danach bei The Printed Image in der Kalkulation und Auftragsvorbereitung arbeitete.
Im Jahr 2000 führte Christine Schwarz-Fuchs Weg zurück nach Vorarlberg, wo sie im Offsetdruckereiunternehmen ihrer Familie, der Buchdruckerei Lustenau (BuLu), die Bereiche Personal und Finanzen übernahm. 2002 wurde ihr in der Buchdruckerei Lustenau die Prokura verliehen, 2003 übernahm sie die Geschäftsführung des Unternehmens, das sie bis Ende 2022 leitete. Anschließend war sie bis Ende Juli 2023 in der Buchdruckerei Lustenau für Mergers und Immobilienverwaltung zuständig. Seit Oktober 2011 ist sie zudem Geschäftsführerin ihres Unternehmens Schwarz-Fuchs Liegenschaftsvermietung KG.

## Politische Karriere
Im Jahr 2019 wurde Christine Schwarz-Fuchs zunächst Anfang Juni in den Vorstand des ÖVP-Wirtschaftsbunds Vorarlberg gewählt. Am 1. Juli 2019 wurde sie schließlich als erste Frau Vizepräsidentin der Vorarlberger Industriellenvereinigung und Mitglied des Vorstands der IV Vorarlberg.
Nachdem Magnus Brunner im Jänner 2020 Staatssekretär im Umwelt- und Energieministerium wurde, rückte Christine Schwarz-Fuchs, die bislang für ihn Ersatzmitglied des Bundesrats gewesen war, nach. Sie wurde von der Vorarlberger Volkspartei als neues Bundesrats-Mitglied nominiert und in der Bundesratssitzung am 14. Jänner 2020 als neues Vorarlberger Bundesrats-Mitglied angelobt.
Mit 1. Juli 2021 folgte sie Peter Raggl als Vizepräsidentin des Bundesrates nach. In der Bundesratssitzung am 15. Juli 2021 stimmte Schwarz-Fuchs entgegen der Linie der ÖVP-Bundespartei für einen von der SPÖ eingebrachten und von der FPÖ unterstützten Entschließungsantrag, mit dem Verkehrsministerin Leonore Gewessler aufgefordert wurde, die angekündigte Evaluierung großer Straßenbauprojekte zu stoppen. Als Reaktion darauf wurde im Nationalrat mit den Stimmen der Koalitionsparteien ÖVP und Grüne explizit beschlossen, dass auch die geplante Bodensee Schnellstraße (S 18) in Schwarz-Fuchs Heimatbundesland Vorarlberg evaluiert werden solle.
Im Jahr 2024 war Christine Schwarz-Fuchs gemeinsam mit der Vizebürgermeisterin von Sulz, Gerda Schnetzer-Sutterlüty, Spitzenkandidatin der Vorarlberger Volkspartei für die Europawahl 2024 und auf Platz 10 der ÖVP-Liste für die Wahl der österreichischen Abgeordneten zum Europäischen Parlament platziert.